# 율전중학교 축구부
율전중학교 축구부는 경기도 수원시에 위치한 율전중학교의 축구부이다. 율전중학교가 운영하는 축구부로 2000년에 창단  하였다.

## 같이 보기
- 율전중학교